# Nathalie Sarles
Nathalie Sarles, née le 17 avril 1962 à Valence (France), est une femme politique française.
Après avoir exercé les fonctions de première adjointe au maire de Villerest (Loire) et de vice-présidente de Roannais Agglomération, elle est députée de la 5e circonscription de la Loire de élections législatives de 2017 à 2022 siégeant au groupe La République en marche.

## Études et carrière professionnelle
Nathalie Sarles est titulaire d'un master en langues étrangères appliquées.
Elle enseigne d'abord l'anglais pendant dix-huit mois dans un collège d'Ouagadougou au Burkina Faso.
Elle est ensuite traductrice dans un bureau d'études puis commerciale export dans l'industrie textile pendant douze ans,.
Nathalie Sarles est diplômée de l'Institut de formation en soins infirmiers de Roanne et exerça la profession d'infirmière pendant huit ans,.

## Parcours politique

### Premiers mandats
De 2008 à 2014, elle fut première adjointe au maire de Villerest (chargée des finances) puis conseillère municipale d'opposition (divers gauche) de cette même ville de 2014 à 2017. De 2013 à 2014, elle est vice-présidente (chargée des milieux naturels et aquatiques) de Roannais Agglomération puis conseillère communautaire de 2014 à 2017.

### Députée

#### Élection et fonctions à l'Assemblée nationale
En juin 2017, lors des élections législatives, Nathalie Sarles se présente sous l'étiquette du MoDem ; elle est élue députée au 2e tour avec 53,13 % des voix face à Clotilde Robin (LR) qui obtient 46,87 % des voix. Elle se présente alors comme non encartée, de sensibilité de gauche, et indique avoir été convaincue par « la souplesse laissée à l'entreprise et la volonté de sortir du sentiment anti-patrons » dans le programme d'Emmanuel Macron.
En juin 2018, avec Daniel Fasquelle, elle remet à la secrétaire d'État Sophie Cluzel un rapport sur l'autisme pour « conforter la politique nationale et préconiser de nouvelles pistes de travail à mettre en œuvre », à la demande du comité d'évaluation et de contrôle de l'action publique.
Durant l'été 2019, elle est rapporteur du projet de loi Énergie Climat.
Courant 2020, elle rejoint le parti En commun, s'inscrivant ainsi dans le courant social-écologiste de la majorité présidentielle.
Candidate à sa réélection, elle se présente aux élections législatives de 2022, mais échoue au second tour.

#### Votes et prises de position
En avril 2018, lors de l'examen du projet de loi Immigration maîtrisée, droit d'asile effectif et intégration réussie, elle fait partie des neuf députés LREM qui votent contre l'article prévoyant l'augmentation à 90 jours de la durée maximale de séjour en centre de rétention des étrangers en attente de leur expulsion. En septembre 2019, avec d'autres députés de l'aile gauche du groupe LREM, elle signe une tribune appelant à répartir les migrants dans les zones rurales en pénurie de main-d'œuvre. En octobre 2019, alors que le Premier ministre Édouard Philippe annonce son intention d'examiner l’intérêt de quotas d'immigration par nationalités ou par secteurs professionnels, elle déclare que de tels quotas n'auraient « pas de sens ». En novembre 2019, elle co-signe une tribune avec dix autres députés LREM pour s’opposer aux mesures prévues par le gouvernement sur l’immigration concernant la santé et notamment l’aide médicale d’État (AME), plaidant pour ne pas céder « à l’urgence et à la facilité ».
En septembre 2018, après la nomination de François de Rugy au gouvernement, elle vote en faveur de Barbara Pompili pour sa succession à la présidence de l'Assemblée nationale.

## Mandats

### Mandat parlementaire
- 21 juin 2017 - 21 juin 2022 : Députée de la 5e circonscription de la Loire

### Mandats locaux
- 2008 - 2014 : première adjointe au maire (chargée des finances) de Villerest
- 2008 - 2012 : vice-présidente (chargée du fleuve Loire et des espaces naturels) de Grand Roanne Agglomération[15]
- 2013 - 2014 : vice-présidente (chargée des milieux naturels et aquatiques) de Roannais Agglomération[1]
- 2014 - 2017 : conseillère municipale de Villerest
- 2014 - 2017 : conseillère communautaire de Roannais Agglomération